# تيوا سافاج
تيوا سافاج هي مغنية، كاتبة أغاني وممثلة نيجرية ولدت في 5 فبراير 1980م.